# Fontaine-Milon
Fontaine-Milon är en kommun i departementet Maine-et-Loire i regionen Pays de la Loire i nordvästra Frankrike. Kommunen ligger i kantonen Seiches-sur-le-Loir som tillhör arrondissementet Angers. År 2018 hade Fontaine-Milon 642 invånare.

## Befolkningsutveckling
Antalet invånare i kommunen Fontaine-Milon
| Referens: INSEE |